# Right on, Babe
『Right on, Babe』（ライト オン ベイブ）は、ゴスペラーズ23作目のシングル。2003年7月16日にキューンミュージックから発売された。

## 概要
カップリング曲「Full of Love」がマルイのCMソング、「旅の途中で」がNTT DoCoMo北海道FOMAのCMソングに使用されていた。

## 収録曲
1. Right on, Babe
  - 作詞：山田ひろし／作曲：黒沢薫・酒井雄二・松本圭司／編曲：小松秀行
2. Full of Love
  - 作詞：安岡優／作曲：黒沢薫・村上てつや・松本圭司／編曲：K-Muto
3. 旅の途中で
  - 作詞：安岡優／作曲：安岡優・北山陽一／編曲：北山陽一